# Alessandro Ludovico
Alessandro Ludovico est un chercheur, enseignant et artiste italien. 
Il est le créateur et le rédacteur en chef du magazine Neural depuis 1993. Il est diplômé d'un doctorat en anglais et en médias à l’Université Anglia Ruskin de Cambridge (Royaume-Uni). Il est également professeur associé à la Winchester School of Art de l’Université de Southampton et conférencier à Parsons The New School for Design, Paris.
Il a publié et édité plusieurs livres et a donné des conférences dans le monde entier autour des questions de média. Il est l’un des auteurs de la trilogie primée d’œuvres d’art Hacking Monopolism (Google Will Eat Itself, Amazon Noir, Face to Facebook).  

## Biographie
Né en 1969, Alessandro Ludovico est l’un des fondateurs de la communauté Nettime et de l’organisation Mag.Net (réseau de magazines d’éditeurs culturels électroniques). En 2001, il faisait partie du groupe artistique « n.a.m.e. » (normal audio media environment) et a développé « Sonic Genoma », une installation mêlant informatique et art sonore. Il s’est également chargé de « Neural Station », une émission de radio hebdomadaire consacrée à la musique électronique et à la culture numérique à Controradio, Bari. Il a écrit plusieurs livres, notamment Suoni Futuri Digitali, la musica e il suo deflagrante impatto con la cultura digitale et Post-Digital Print: La mutation de l'édition depuis 1894, traduction d'une édition originale anglaise, qui a également été traduite en Italien et en coréen.